# NHK伊万里大川中継局
NHK伊万里大川中継局（えぬえいちけいいまりおおかわちゅうけいきょく）は、佐賀県伊万里市に置かれていたNHK佐賀放送局の地上アナログテレビジョン放送の中継局である。

## 概要
- 当中継局は、伊万里市大川町立川地区にあり、同市大川地区へ電波を発射していた。

## 中継局送信施設概要
| 放送局名          | チャンネル | 空中線電力          | ERP                 | 放送対象地域 | 放送区域内世帯数 | 備考                          |
| ----------------- | ---------- | ------------------- | ------------------- | ------------ | ---------------- | ----------------------------- |
| NHK佐賀総合テレビ | 8ch        | 映像100mW/ 音声25mW | 映像150mW/ 音声38mW | 佐賀県       | 不明             | 佐賀県内唯一のVHFテレビ中継局 |
| NHK佐賀教育テレビ | 12ch       | 映像100mW/ 音声25mW | 映像145mW/ 音声36mW | 全国放送     | 不明             | 佐賀県内唯一のVHFテレビ中継局 |

- 1969年（昭和44年）12月27日　開局
- 2011年（平成23年）7月24日をもってすべて廃止された。
- サガテレビは中継局を設置しておらず、八幡岳･伊万里中継局からの電波を受信している。